# O Velho – A História de Luiz Carlos Prestes
O Velho - A História de Luiz Carlos Prestes é um documentário de 1997, dirigido por Toni Venturi, que conta a história de Luis Carlos Prestes, figura marcante do período republicano brasileiro, que esteve presente no ambiente político nacional, desde a década de 1920 até o fim da sua vida em 1990, um ano depois de subir em palanques apoiando o movimento das Diretas Já. O documentário é narrado pelo ator Paulo José.

## Sinopse do filme
Começando com imagens da queda do Muro de Berlim, “O Velho – A história de Luiz Carlos Prestes”, segue até o seu fim mostrando os caminhos da vida do homem que dá título a obra juntamente com acontecimentos históricos nacionais, principalmente os ligados a esquerda brasileira, e também com fatos mundiais do século XX. O filme aborda o episódio do assassinato de Elvira Cupello Calônio, irmã de um militante do partido e amante do Secretário-Geral do Partido Comunista do Brasil (PCB), Antônio Maciel Bonfim, o “Miranda”. Ambos foram presos e ela, ao ser liberada, se tornou alvo do ódio dos comunistas, e teve seu destino selado: execução sumária. Diante das dúvidas de integrantes do grupo, Prestes entrou em ação. “Fui dolorosamente surpreendido pela falta de resolução e vacilação de vocês. Assim não se pode dirigir o Partido do Proletariado, da classe revolucionária.” … “Por que modificar a decisão a respeito da “garota”? Que tem a ver uma coisa com a outra? Há ou não há traição por parte dela? É ou não é ela perigosíssima ao Partido…?” … “Com plena consciência de minha responsabilidade, desde os primeiros instantes tenho dado a vocês minha opinião quanto ao que fazer com ela. Em minha carta de 16, sou categórico e nada mais tenho a acrescentar…” … “Uma tal linguagem não é digna dos chefes do nosso Partido, porque é a linguagem dos medrosos, incapazes de uma decisão, temerosos ante a responsabilidade. Ou bem que vocês concordam com as medidas extremas e neste caso já as deviam ter resolutamente posto em prática, ou então discordam mas não defendem como devem tal opinião.” A reação de Prestes foi determinante para o assassinato brutal, por esganadura. Depois disso, o corpo da menina de 16 anos foi quebrado ao meio para caber num saco e sepultado nos fundos da casa do homem que a atraiu covardemente para a cilada. No filme, Fernando Morais descreve detalhes do cruel assassinato pelo qual Prestes foi preso e condenado.  O processo 1.381 do Tribunal de Segurança Nacional em novembro de 1940 condenou Luiz Carlos Prestes e mais seis pessoas a penas de trinta anos de prisão pela morte de Elvira Cupello Calônio, ocorrida no dia primeiro de março (ou pouco antes, ou pouco depois) de 1936. Penas que seriam todas abreviadas pela anistia de 1945. A menina morta a mando de Prestes mereceu o livro Elza, a Garota, de Sérgio Rodrigues.

## Mais sobre o filme
Vivendo grande parte dos movimentos da República até sua morte em 1990, Luís Carlos Prestes tem sua história pessoal intercalada com os movimentos políticos brasileiros, durante o documentário, tendo participado do movimento tenentista; de início em 1922 e que percorreu, mesmo que às margens da República até as Diretas Já. Foi exilado, perdeu sua primeira mulher, Olga Benário, que foi deportada pelo Estado Novo, por ser judia, para a Alemanha nazista, se aliou ao comunismo soviético e lutou por ele no Brasil, se exilou novamente, após viver na clandestinidade e encontrar sua segunda esposa, Maria Ribeiro, participou ativamente do PCB e no fim de seus dias participou ativamente de comícios pelo movimento das Diretas Já.
Durante todos esses fatos que perpassam a história de Prestes, mas também a do Brasil, o filme lida com as questões de Prestes e de seus familiares e amigos. O ressentimento, mesmo que abafado, ocasionado por um pai ausente, aos seus filhos. Seus ideais que foram levados até o fim, aparentemente de forma fria, quando, por exemplo, apoia Getúlio Vargas, que havia deportado sua primeira esposa, grávida, para a Alemanha, onde ela morreria em uma câmara de gás.
Com seus erros e acertos, Prestes, aos olhos de seu filho, Yuri Ribeiro Prestes, e historiador, lutava pelo povo brasileiro. Como muitos militantes contrários a Ditadura que pegaram em armas e lutaram para ter seus direitos de volta.

## Prêmios e indicações

### Prêmios
É Tudo Verdade
- Melhor Documentário da Competição Brasileira: 1997[2]

 Associação Paulista dos Críticos de Arte
- Prêmio Resgate Histórico: 1998[3]

 Festival de Cinema e Vídeo de Cuiabá
- Melhor Documentário: 1997[4]